# Железьник
Железьник (пол. Żeleźnik) — село в Польщі, у гміні Стшелін Стшелінського повіту Нижньосілезького воєводства.
Населення — 161 особа (2011).

## Демографія
Демографічна структура станом на 31 березня 2011 року:
|          | Загалом | Допрацездатний вік | Працездатний вік | Постпрацездатний вік |
| -------- | ------- | ------------------ | ---------------- | -------------------- |
| Чоловіки | 77      | 13                 | 56               | 8                    |
| Жінки    | 84      | 15                 | 48               | 21                   |
| Разом    | 161     | 28                 | 104              | 29                   |